# Moonlight Shadow
Moonlight Shadow è un brano musicale di Mike Oldfield pubblicato nel 1983 da Virgin Records in formato 7" e 12" e nell'album Crises.

## Storia
Una prima versione del brano intitolata Midnight Passion fu interpretata dalla cantante britannica Hazel O'Connor. Oldfield aveva contattato Enya per cantare Moonlight Shadow, ma la cantante irlandese rifiutò per motivi di contratto. La parte vocale del brano venne eseguita infine dalla cantante scozzese Maggie Reilly, collaboratrice di Oldfield sin dal 1980. La cantante eseguì il brano in tutti i concerti di Oldfield negli anni ottanta. In seguito la canzone fu spesso interpretata da altre cantanti, incluse Anita Hegerland e Miriam Stockley.
Per il brano, Oldfield utilizzò un dizionario delle rime e registrò il testo una strofa alla volta usando dei vecchi registratori talmente tante volte da usurarli. Secondo quanto dichiarato dal musicista, la Virgin Records fu immediatamente entusiasta del brano e chiese a Oldfield altre canzoni simili a Moonlight Shadow.
In seguito, Oldfield campionò la batteria di Moonlight Shadow per la canzone Man in the Rain, nel suo album del 1998 Tubular Bells III.
Alcuni critici inizialmente pensarono che il testo di Moonlight Shadow facesse riferimento all'omicidio di John Lennon. Oldfield in un'intervista del 1995 dichiarò che la principale ispirazione del brano era il film Il mago Houdini, in cui il protagonista, interpretato da Tony Curtis tentava di contattare il celebre mago dall'aldilà, tuttavia Oldfield ammise di essere arrivato a New York proprio negli stessi giorni dell'assassinio di Lennon e che prese una casa in affitto non lontano dal luogo del delitto e questo, secondo l'autore, avrebbe agito nel suo subconscio.
Pubblicato inizialmente su 7" e 12", nel 1993 il singolo è stato ristampato in CD singolo per promuovere Elements, il box set di Oldfield.

## Accoglienza
Il singolo raggiunse la quarta posizione della classifica inglese, diventando il più grande successo di Oldfield, dopo Portsmouth che nel 1976 era arrivata al terzo posto. Moonlight Shadow fu un enorme successo in tutta Europa, raggiungendo la vetta delle classifiche in Italia, Austria, Paesi Bassi, Spagna, Svizzera e Norvegia (quest'ultima per sei settimane). Il singolo inoltre rimase due settimane al secondo posto in Germania e conquistò la sesta posizione in Australia.

## Tracce

### 7"
1. Moonlight Shadow (7" mix) - 3:37
2. Rite of Man - 2:21

### 12"
1. Moonlight Shadow (Extended version) - 5:18
2. Rite of Man - 2:21

### 12" (Germania)
1. Moonlight Shadow - 3:37
2. Moonlight Shadow (Extended version) - 5:18
3. Rite of Man - 2:21
4. To France - 4:43
5. Jungle Gardenia - 2:45 (Mike Oldfield)
6. Taurus 3 - 2:25

### CD (1988)
1. Moonlight Shadow (Extended version) - 5:18
2. Rite of Man - 2:21
3. To France - 4:44
4. Jungle Gardenia - 2:44

### CD (1993)
1. Moonlight Shadow - 3:37
2. Moonlight Shadow (Extended version) - 5:18
3. In the Pool - 3:40
4. Bones - 3:19

## Formazione
- Mike Oldfield - chitarra, Fairlight CMI
- Maggie Reilly - voce
- Phil Spalding - basso
- Simon Phillips - batteria

## Classifiche

### Classifiche settimanali
| Classifica (1983) | Posizione massima |
| ----------------- | ----------------- |
| Australia         | 6                 |
| Austria           | 1                 |
| Belgio (Fiandre)  | 1                 |
| Europa            | 1                 |
| Finlandia         | 2                 |
| Francia           | 3                 |
| Germania          | 2                 |
| Irlanda           | 1                 |
| Italia            | 1                 |
| Norvegia          | 1                 |
| Nuova Zelanda     | 3                 |
| Paesi Bassi       | 1                 |
| Polonia           | 1                 |
| Regno Unito       | 4                 |
| Spagna            | 1                 |
| Sudafrica         | 7                 |
| Svezia            | 1                 |
| Svizzera          | 1                 |

### Classifiche di fine anno
| Classifica (1983) | Posizione |
| ----------------- | --------- |
| Austria           | 1         |
| Belgio (Fiandre)  | 7         |
| Germania          | 3         |
| Italia            | 5         |
| Paesi Bassi       | 11        |
| Regno Unito       | 29        |
| Spagna            | 2         |
| Svizzera          | 2         |

## Cover
Moonlight Shadow nel corso degli anni è stata oggetto di numerose reinterpretazioni, fra le quali quelle dei The Shadows, Suidakra, Laurent Voulzy, Nolwenn Leroy, Annie Haslam dei Renaissance, KBO!, Ruslana, Luca Noise, Italobrothers, Gennaro Cosmo Parlato nell'album Remainders del 2006 e Groove Coverage. Le versioni di Juliane Werding Nacht voll Schatten del 1983 e dei Groove Coverage nel 2002 ottennero un notevole successo in Germania. Esiste anche una versione in spagnolo, Luz del cielo, cantata da Marcela Morelo. Nel 2015 anche i Blackmore's Night, gruppo fondato da Ritchie Blackmore (ex chitarrista dei Deep Purple), hanno inciso una reinterpretazione di questo brano.
LG Electronics nel 2006 include il singolo tra le suonerie del telefono cellulare U900.